# Estádio das Antas
Estádio das Antas (oficjalna nazwa Estádio do Futebol Clube do Porto) – nieistniejący stadion piłkarski w Porto (w dzielnicy Antas), otwarty 28 maja 1952 i użytkowany do marca 2004 r. W latach 1952–2004 domowy obiekt FC Porto.
W 2003 r. obok Estádio das Antas otwarto nowy stadion FC Porto – Estádio do Dragão. W marcu 2004 r. rozpoczęto rozbiórkę Estádio das Antas, a po kilkunastu miesiącach w jego miejscu wybudowano nowe ulice.